# Аугустинас Волдемарас
Аугустинас Волдемарас (16. април 1883 – 16. мај 1942) био је литванска националистичка политичка личност. Кратко је служио као први премијер земље 1918. године и наставио је да буде министар спољних послова до 1920. године, представљајући новонасталу литванску државу на Версајској мировној конференцији и Друштву народа. После извесног времена у академској заједници, Волдемарас се вратио у политику 1926. године, када је изабран у Трећи парламент.
Незадовољан левичарском владом председника Казиса Гринијуса, Волдемарас и његов колега националиста Антанас Сметона подржали су војни пуч у децембру 1926. и он је постављен за премијера по други пут. Сјајан беседник, Волдемарас је представљао радикално крило Литванске националистичке уније које је било све критичније према умеренијој политици председника Сметоне. Сметона је Волдемараса сменио са функције у септембру 1929. године и прогнао у Зарасај. Волдемарас је ухапшен 1934. године након неуспелог пуча против Сметоне и служио је затворску казну до протеривања у Француску 1938. године. По повратку у Литванију убрзо након совјетске окупације Литваније, совјетске власти су га одмах ухапсиле и умро у њиховом притвору у Москви.

## Младост и образовање
Волдемарас је рођен 16. априла 1883. у селу Дисна у данашњој општини Игналина, Литванија (тада део губерније Вилна Руског царства). Иако рођен у породици скромних средстава и образовања, Аугустинас је бриљирао на студијама. Завршио је јавну школу у оближњем Тверечијусу и завршио трогодишњу школу у Швенчионису. 1890. преселио се у Санкт Петербург да се придружи брату који је тамо радио. 1902. Волдемарас је положио испите за упис у гимназију, да би на крају дипломирао са одликовањем 1904.  Припремајући се за испите 1901. године, Волдемарас је упознао Антанаса Сметону који ће му постати блиски пријатељ, политички сарадник и, на крају, његов политички непријатељ.
1909. године Волдемарас је дипломирао историју и филозофију на Санкт Петербуршком империјалном универзитету, а 1910. године магистрирао; награђен је златном медаљом за дисертацију. Основан је фонд за стипендије како би му омогућио да настави студије, и на крају је докторирао. После периода студирања у Италији и Шведској, Волдемарас се вратио на универзитет (сада назван Петроградски царски универзитет) 1915. године и придружио се његовом особљу. Преселио се у Перм да би постао професор када је тамошњи царски универзитет отворио своју филијалу (филијала ће касније постати Пермски државни универзитет). Међутим, Волдемарас није био задовољан условима живота у Перму и планирао је повратак у Литванију. 

## Политичка каријера

### Улазак у политику
Волдемарас је у политику први пут ушао као студент у Санкт Петербургу. Талас национализма који је захватио Литванију није промакао ни њему и многим другим Литванцима у Руском царству - истакнути гласови почели су да позивају на литванску независност или аутономију у оквиру Царства. Волдемарас се придружио активностима новоосноване Партије националног напретка 1916. године и придружио се једној од литванских студентских група у Санкт Петербургу, представљајући је на Петроградској конференцији у јуну 1917. и Конгресу не-државних нација у Кијеву у септембру 1917. 1918. заступао је литванске интересе на мировним преговорима за Брест-литовски мир између Немачке и совјетске Русије. Пошто Литванија није била део преговора, званично је био део делегације краткотрајне Украјинске Народне Републике. Његов утицај на конференцији био је минималан и Немачка је као део нагодбе потраживала Литванију.
1918. Волдемарас се коначно вратио у Литванију и позван је да се придружи Литванском савету након што је неколико чланова напустило савет у знак протеста због њеног придруживања Немачкој. Један од многих проблема са којима се суочило веће био је недостатак јединства међу литванским организацијама. У септембру 1918. Волдемарас је заједно са Сметоном учествовао на конференцији у Лозани у Швајцарској, помажући у уједињењу организација иза Савета Литваније. Догађаји су се убрзали након пораза Немачке у Првом светском рату, када је Немачка признала литванску независност и њена војска се повукла. Президијум Литванског савета, који је деловао као колективни шеф државе, изабрао је Волдемараса за првог премијера Литваније и дозволио му да формира владу.

### О влади Литваније
Волдемарас је власт преузео 11. новембра 1918. године и започео формирање кабинета, заузевши за себе два места у кабинету: Министарство спољних послова и Министарство одбране. Први приоритет Волдемараса био је осигурање унутрашње стабилности земље, надајући се да ће неутралност бити довољна да неко време одврати страно мешање. Ипак, 23. новембра потписао је наредбу о стварању литванских оружаних снага и именовао генерала Кипријана Кандратовича за заменика министра одбране - ово именовање показало се веома непопуларним. Кондратович, који је био етнички Рус, а многи су на њега гледали сумњичаво, није предузео мере за организацију одбране земље и предложио је премештање владе у Гродно када је Вилњусу претило совјетско напредовање. Отпуштен је 24. децембра 1918.
Волдемарас је заједно са председником Сметоном напустио Литванију 21. децембра 1918. Наведена сврха путовања била је обезбеђивање преко потребног зајма из Немачке и учешће на Версајској мировној конференцији, али је одлазак створио бес у Литванији где је Волдемарас био виђен како бежи од совјетског напредовања. У одсуству, на месту премијера 26. децембра 1918. заменио га је Миколас Слежевичијус. Бесан због тог догађаја, Волдемарас је ипак наставио да ради као министар спољних послова и борави у Версају представљајући Литванију.
Литвански представници у Версају усредсредили су се на добијање признања независне Литваније и њених граница, као и на обезбеђивање подршке у борби против бољшевика. Волдемарас и његове колеге су добили малу подршку за своје циљеве код великих сила: они који подржавају јаку Русију видели су Литванију као саставни део те државе, док су заговорници Пољске као бедем против бољшевизма мислили да ће је литванска независност ослабити. Волдемарасу је на сличан начин било тешко да обезбеди признање Литваније по завршетку конференције, при чему су Сједињене Државе одбиле признање новембра 1919. (одобриле га тек 1922.), а совјетска Русија одбиле мировне преговоре почетком 1920.
У јуну 1920. Волдемарас је поднео оставку заједно са остатком кабинета како би уступио место влади формираној на основу избора за уставотворну скупштину. Волдемарас није учествовао у скупштини, већ се вратио на академију.

### Државни удар и успон на власт
Чак и док је радио у академским круговима, Волдемарас је наставио да објављује политичке чланке и есеје, често критичне према влади. 1923. године његови политички списи донели су му казну од месец дана присилног рада у Варниаји. 1926. Волдемарас је изабран у парламент и био је посебно критичан према председнику Казису Гриниусу и његовој влади која је на власт дошла након избора 1926. Сматрао је Гриниуса превише попустљивим према мањинским правима и залагао се за јачу, диктаторску владу у калупу фашистичких режима који су у то време добијали власт у већем делу Европе.
1926. део војске који се није слагао са политиком Гриниусове администрације планирао је војни пуч. Они су апеловали на Волдемараса и Антанаса Сметону, сада челнике Литванске националистичке уније, да их подрже, обојица су се сложили. Пуч се догодио 17. децембра, свргавањем Гриниуса и постављањем Сметоне по други пут за председника и Волдемараса за премијера. Да би умирио јавно мњење, и у Литванији и у спољном свету, Гриниус се сложио да именује Волдемараса за премијера, под условом да овај подржи устав из 1922. године. Иако се Волдемарас обавезао, он и Сметона одустаће од тога у року од годину дана када је Трећи парламент распуштен и нису расписани нови избори. Волдемарас се у то време нашалио да је обећао да ће одржати изборе, али није обећао годину у којој ће се одржати. Овај потез подстакао је хришћанске демократе да напусте владу, остављајући Националистичку унију као једину владајућу странку. Коначно, 1928. године устав из 1922. године је у потпуности одбачен и замењен новим уставом без поштовања уставних процедура и без икаквог одобрења бирача или законодавства.
Волдемарас је поново преузео улогу министра спољних послова заједно са улогом премијера, видећи спољне односе као кључно питање владе. У јануару 1928. Волдемарас је потписао уговор о граници са Немачком, у коме је Немачка прихватила литвански посед Клајпеда. Исте године потписан је и трговински споразум са Уједињеним Краљевством.
1926-27 успоставља се организација Geležinis Vilkas (Гвоздени вук) међу официрима десничарске војске и студентима. Наводно омладинска спортска организација и регистрована као таква 1928. године, Гвоздени вук је била изразито националистички расположена и имала је као сврху борбу против државних непријатеља. Њихова идеологија и поступци (иницирани би пољубили гвоздени бодеж као део церемоније иницијације) били су изван зоне прихватљивости многих међу становништвом и политичком елитом. Иако је Сметона био почасни шеф организације, Волдемарас је био тај који је активно учествовао у управљању. Његова личност и говорничке вештине привукли су присташе међу млађим националистичким официрима, који су били импресионирани новонасталим фашизмом и који су били незадовољни оним што су сматрали умеренијим Сметониним курсом. С друге стране, Волдемарас је био непопуларан страним представницима у Литванији, који су га доживљавали као превише радикалног и арогантног. 

### Покушај атентата и пад са власти
Активности радикалнијег става Geležinis Vilkas-а и Волдемараса створиле су сукобе између њега и Сметоне. Већ почетком 1929. године Сметона се припремао да збаци Волдемараса из владе. Ови почетни планови су ревидирани покушајем атентата на Волдемараса, у мају.
Дана 6. маја 1929, док су се Волдемарас, његова супруга и њихови пријатељи приближавали позоришту у Каунасу, на њих је пуцано са леђа. Испаљено је најмање седам хитаца, усмртивши Волдемарасовог ађутанта и ранивши још неколико. Волдемарас и његова супруга су побегли неозлеђени, али је његов нећак озбиљно повређен. Три литванска студента, припадника покрета Aušrininkai, оптужена су за умешаност у покушај атентата, а један од њих је осуђен и погубљен. Излив јавне и међународне подршке онемогућио је Сметону да отпусти Волдемараса, али га је тако гурнуо да се још више повеже са Гвозденим вуком.
Дана 19. септембра 1929, док је присуствовао састанку Друштва народа, председник Сметона је свргнуо Волдемараса након што је влада поднела оставку. Сметона је за премијера поставио свог шогора Јуозаса Тубелиса.  1930. године прогнан је у Плателиаји, а касније у Зарасај, где је живео под полицијским надзором. Из Зарасаја је довезен у Каунас током покушаја пуча против Сметоне у јуну 1934. Неколико официра наклоњених Волдемарасу и повезаних са Гвозденим вуком покушало је да замени Сметону, али пуч није имао широку војну подршку и био је неуспешан. Волдемарас је био затворен наредне четири године, амнестиран под условом да напусти земљу. Као одредиште изабрао је Француску.

## Каснији живот и смрт
Волдемарас је покушао да се врати у Литванију 1939, али је поново прогнан. У јуну 1940. године, неколико дана након што је Совјетски Савез напао и окупирао Литванију, Волдемарас и његова супруга покушали су да се врате из прогонства. Ухапшен је на граници и затворен. Касније се испоставило да је умро док је био у московском затвору Бутирка 16. децембра 1942.  Место његовог сахрањивања није познато; спомен-камен као сећање на њега откривен је на гробљу Петрашиунаји у Каунасу 2012.

## Остале активности и лични живот
Док је био у Перму, Волдемарас је предавао римску историју, грчки, латински и енглески језик на ономе што ће касније постати Пермски државни универзитет. После ограничења у влади, вратио се у академску заједницу 1920. године, предавао курсеве и на крају се придружио Литванском универзитету (данас Универзитет Витолда Великог) у Каунасу. На универзитету је био професор и декан социолошких студија. Његова академска дела била су високо цењена и 1923-1924. учествовао је на међународним научним конгресима из историје и социологије. Полиглота, Волдемарас је био упознат са шеснаест различитих језика и писао је академска дела на литванском и француском језику.
1919. Волдемарас је упознао Матилду Волдемаријене (рођену Делахај). Иако ју је Волдемарас увек представљао као своју супругу, статус њихове везе није био потпуно јасан и створио је одређену количину контроверзе у Литванији, посебно када је пар посетио Ватикан 1927. године. Политички противници Волдемараса, хришћански демократи, тврдили су у литванској штампи да пар живи заједно ван брака, али Света столица није покренула то питање и пар је добио благослов од папе. Године 1929. супружници су били кумови трогодишњем Валдасу Адамкусу, који ће касније постати председник Литваније. Ипак, Волдемарас се сматрао женскарошом и знало се да је током година имао неколико афера. 